# Гумниска (Тернопольская область)
Гумниска (укр. Гумниська) — село в Теребовлянской городской общине Тернопольского района Тернопольской области Украины.
До 2020 года входило в Теребовлянский район.
Население по переписи 2001 года составляло 691 человек. Занимает площадь 1,821 км². Почтовый индекс — 48108.